# Provinziallandtagswahl in Brandenburg 1933
- KPD: 8
- SPD: 21
- KSWR: 15
- NSDAP: 52

Die Provinziallandtagswahl in Brandenburg 1933 fand am 12. März 1933 statt. Sie fand zeitgleich mit den landesweiten Provonziallandtagswahlen in Berlin, der Grenzmark Posen-Westpreußen, in Hannover, in Hessen-Nassau, in den Hohenzollernschen Landen, in Niederschlesien, in Oberschlesien, in Ostpreußen, in Rheinprovinz, in der Provinz Sachsen, in Schleswig-Holstein und in Westfalen statt.
Die Sozialdemokratischen Partei Deutschlands (SPD) wurde von der Nationalsozialistischen Deutschen Arbeiterpartei (NSDAP) als stimmenstärkste Partei abgelöst, welche mehr als die Hälfte aller abgegebenen Wählerstimmen auf sich vereinigen konnte und die absolute Mehrheit im Provinziallandtag erreichte. Auf dem dritten Platz landete Kampffront Schwarz-Weiß-Rot (KSWR), während die Kommunistische Partei Deutschlands (KPD) den vierten Platz belegte. Die politische Mitte konnte nur noch wenige Prozentpunkte auf sich vereinigen und war nicht mehr im Provinziallandtag vertreten.

## Ergebnis
| Partei                     | Partei                                         | Kurzform        | Ergebnis  | Ergebnis | Ergebnis | Sitze  | Sitze |
| Partei                     | Partei                                         | Kurzform        | Stimmen   | %        | +/−      | Anzahl | +/−   |
| -------------------------- | ---------------------------------------------- | --------------- | --------- | -------- | -------- | ------ | ----- |
|                            | Nationalsozialistische Deutsche Arbeiterpartei | NSDAP           | 801.773   | 53,2     | + 47,6   | 52     | + 46  |
|                            | Sozialdemokratische Partei Deutschlands        | SPD             | 310.703   | 20,6     | – 14,2   | 21     | – 13  |
|                            | Kampffront Schwarz-Weiß-Rot                    | KSWR            | 229.351   | 15,2     | – 14,2   | 15     | – 14  |
|                            | Kommunistische Partei Deutschlands             | KPD             | 116.035   | 7,7      | – 1,1    | 8      | – 1   |
|                            | Zentrumspartei                                 | Z               | 24.128    | 1,6      | —        | 0      | —     |
|                            | Christlich-Nationaler Block                    | CND             | 6.920     | 0,5      | —        | 0      | —     |
|                            | Block der Mitte                                | BdM             | 5.410     | 0,4      | – 3,9    | 0      | – 4   |
|                            | Linke Kommunisten                              | LKL             | 3.585     | 0,3      | —        | 0      | —     |
|                            | Klein- und Mittelbesitzer                      |                 | 1.364     | 0,1      | —        | 0      | —     |
|                            | Mieterbewegung                                 |                 | 1.259     | 0,1      | —        | 0      | —     |
|                            | Sonstige                                       | Sonstige        | 13.234    | 0,9      | —        | 0      | —     |
| Gültige Stimmen            | Gültige Stimmen                                | Gültige Stimmen | 1.507.554 | 100,0    |          | 96     | ± 0   |
| Ungültige Stimmen          |                                                |                 |           |          |          |        |       |
| Wähler und Wahlbeteiligung |                                                |                 |           |          |          |        |       |
| Wahlberechtigte            |                                                |                 |           |          |          |        |       |